# 함안 군북지석묘군
함안 군북지석묘군(咸安 郡北支石墓群)은 대한민국 경상남도 함안군 군북면 동촌리에 있는 고인돌 군이다. 1997년 12월 31일 경상남도의 기념물 제183호 군북지석묘군으로 지정되었다가, 2018년 12월 20일 현재의 명칭으로 변경되었다.

## 개요
지석묘는 청동기시대의 대표적인 무덤으로 고인돌이라고도 부르며, 주로 경제력이 있거나 정치권력을 가진 지배층의 무덤으로 알려져 있다.
우리나라의 고인돌은 4개의 받침돌을 세워 돌방을 만들고 그 위에 거대하고 평평한 덮개돌을 올려 놓은 탁자식과, 땅 속에 돌방을 만들고 작은 받침돌을 세운 뒤 그 위에 덮개돌을 올린 바둑판식으로 구분된다.
경상남도 함안군 군북면 지역에는 동촌리 27기, 덕대리 5기 등 많은 수의 고인돌이 무리지어 있다. 동촌리의 고인돌 중 현재 원위치에 있는 것은 16기, 이전된 것이 10기, 매몰된 것이 1기로 대체로 보존 상태가 양호한 편이다. 이 중 26호 고인돌의 덮개돌에는 모두 398개의 알구멍<성혈(性穴)>이 있는데, 이들을 서로 연결해 보면 마치 별자리를 나타낸 듯한 느낌을 준다. 알구멍을 만든 이유는 확실하게는 알 수 없으나 풍년을 빌거나 자식낳기를 기원하는 의미에서 만든 것으로 보인다.
덕대리에서는 모두 5기의 고인돌이 발견되었는데 4호 고인돌 주변은 과거 고령토를 채취했던 곳으로 유명하다. 이곳에서는 당시의 간돌칼, 붉은 토기 등 다수의 유물이 출토되었다고 한다.

## 참고 문헌
- 함안 군북지석묘군 - 국가유산청 국가유산포털